# كونديتي
كونديتي (بالفرنسية: Condette)‏ هي بلدية تقع في إقليم باد كاليه من منطقة نور با دو كاليه في شمال فرنسا. تبلغ مساحة هذه المدينة 16.26 (كم²)، وترتفع عن سطح البحر 35 م، يبلغ عدد سكانها 2675 نسمة حسب إحصاء المعهد الوطني للإحصاء والدراسات الاقتصادية سنة 2009 م. وترأس Kaddour-Jean Derrar البلدية خلال فترة (2008-2014).

## معرض صور

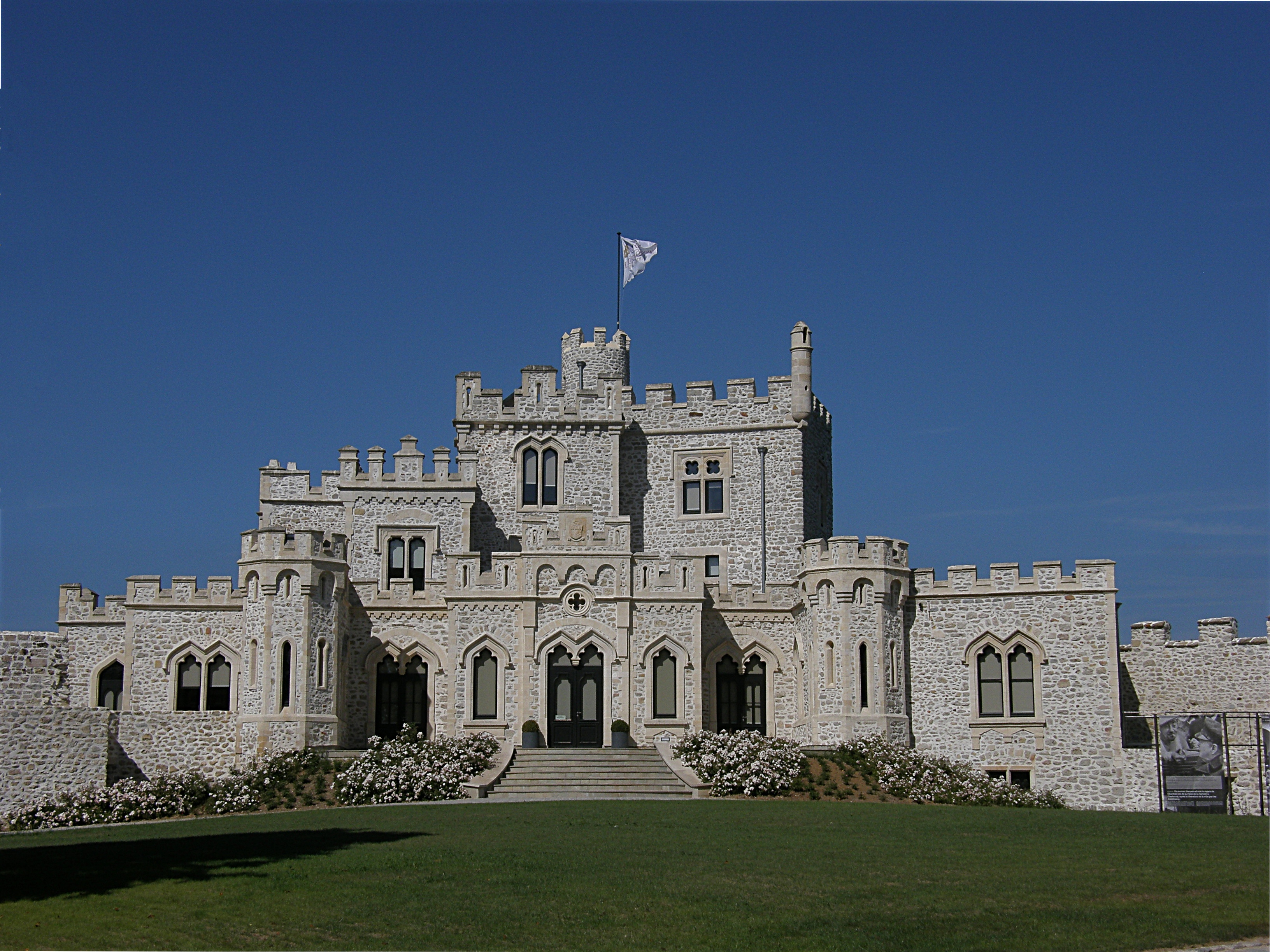
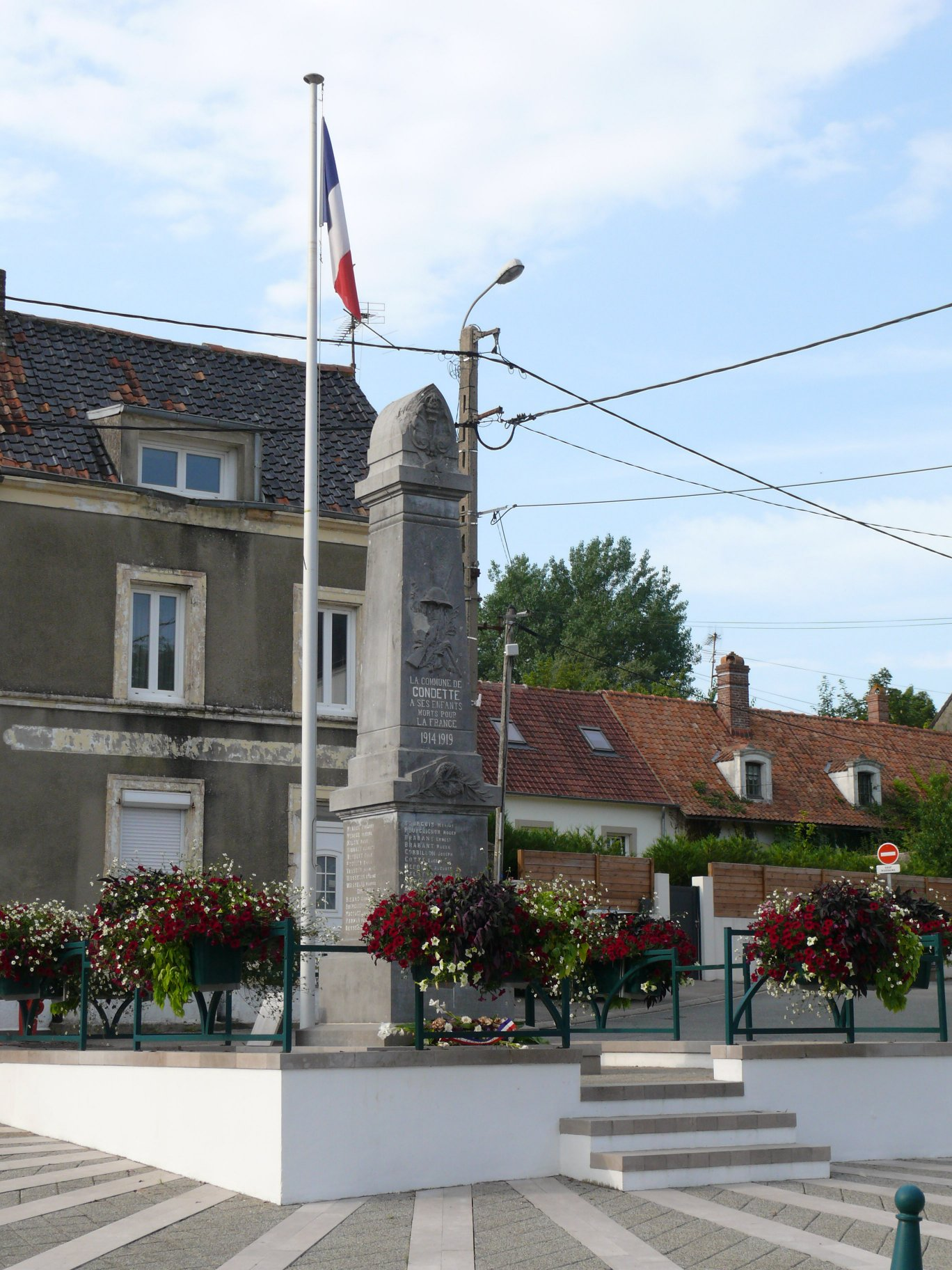